# Caulokaempferia
Caulokaempferia es un género de plantas con flores perteneciente a la familia Zingiberaceae. Comprende 28 especies descritas y  aceptadas.

## Taxonomía
El género fue descrito por Kai Larsen y publicado en Botanisk Tidsskrift 60: 166. 1964. La especie tipo es:  Caulokaempferia linearis (Wall.) K.Larsen (1964)

## Especies aceptadas
A continuación se brinda un listado de las especies del género Caulokaempferia aceptadas hasta febrero de 2013, ordenadas alfabéticamente. Para cada una se indica el nombre binomial seguido del autor, abreviado según las convenciones y usos:
- Caulokaempferia alba K.Larsen & R.M.Sm. (1972)
- Caulokaempferia amplexicaulis Suksathan (2005)
- Caulokaempferia appendiculata K.Larsen & Triboun (2002 publ. 2003)
- Caulokaempferia bracteata K.Larsen & S.S.Larsen (2002 publ. 2003)
- Caulokaempferia burttii K.Larsen & Jenjitt. (2003 publ. 2004)
- Caulokaempferia coenobialis (Hance) K.Larsen (1964)
- Caulokaempferia jirawongsei Picheans. & Mokkamul (2004)
- Caulokaempferia khaomaenensis Picheans. & Mokkamul (2004)
- Caulokaempferia kuapii K.Larsen (1964)
- Caulokaempferia laotica Picheans. & Mokkamul (2006)
- Caulokaempferia larsenii Suksathan & Triboun (2003 publ. 2004)
- Caulokaempferia limiana Mokkamul & Picheans. (2004)
- Caulokaempferia linearis (Wall.) K.Larsen (1964)
- Caulokaempferia pedemontana Triboun & K.Larsen (2005)
- Caulokaempferia petelotii K.Larsen (1964)
- Caulokaempferia phulangkaensis Picheans. (2008)
- Caulokaempferia phuluangensis Picheans. & Mokkamul (2004)
- Caulokaempferia phutokensis Picheans. (2008)
- Caulokaempferia phuwoaensis Picheans. & Koonterm (2008)
- Caulokaempferia saksuwaniae K.Larsen (1973)
- Caulokaempferia satunensis Picheans. (2007)
- Caulokaempferia saxicola K.Larsen (1964)
- Caulokaempferia secunda (Wall.) K.Larsen (1964)
- Caulokaempferia sikkimensis (King ex Baker) K.Larsen (1964)
- Caulokaempferia sirirugsae Ngamr. (2009)
- Caulokaempferia thailandica K.Larsen (1973)
- Caulokaempferia violacea K.Larsen & Triboun (2002 publ. 2003)
- Caulokaempferia yunnanensis (Gagnep.) R.M.Sm. (1972)